# Ahnsbeck
Ahnsbeck község Németországban, Alsó-Szászországban, a Cellei járásban. Lakosainak száma 1673 fő (2023. december 31.).

## Földrajza
Ahnsbeck Lachendorf, Wienhausen, Hohne és Eldingen községekkel határos.